# Telče
Telče so gručasta vas v Občini Sevnica. V pisnih virih se je prvič pojavila leta 1252. V vasi je včasih delovala šola sedaj pa so v vasi cerkev Sv. Jakoba, trgovina, kapelica, gasilski dom in pa bar. Telče spadajo v okvir KS Tržišče in Občino Sevnica. V vasi pa poleg prostovoljnega gasilskega društva deluje tudi kulturno-športno društvo Telče.

## Prebivalstvo
V vasi živi nekje od 80-100 prebivalcev, ki živijo v stanovanjskih hišah, pojavlja se vedno več vikend objektov, ki se sem priseljujejo iz večjih mest. Ljudje se ukvarjajo z živinorejo, poljedelstvom in vinogradništvom, večina pa jih hodi v službo. Vas se deli na več zaselkov: Nova gora, Vimert, Vas ter Telška gora. Število prebivalcev ob popisu:
- leta 1869:127 oseb

- leta 1900: 109 oseb

- leta 1931: 128 oseb

- leta 1961: 111 oseb

- leta 1971: 100 oseb

- leta 1981: 75 oseb

- leta 1991: 80 oseb

- leta 2002: 88 oseb
- leta 2008: 91 oseb
- leta 2009: 84 oseb
- leta 2010: 80 oseb
- leta 2011: 77 oseb
- leta 2012: 79 oseb
- leta 2013: 79 oseb
- leta 2014: 77 oseb
- leta 2015: 78 oseb
- leta 2016: 79 oseb
- leta 2017: 81 oseb
- leta 2018: 80 oseb
- leta 2019: 75 oseb
- leta 2020: 74 oseb
- leta 2021: 70 oseb
- leta 2022: 70 oseb
- leta 2023: 68 oseb
- leta 2024: 69 oseb

## Geografija
Najvišja točka naselja leži 506 m nad morjem. Povprečna nadmorska višina je 488 m. Naselje se razteza na površini 2,4 km2. Vas se razteza po grebenu vinorodnega območja od Telške do Nove gore. Območje je precej poraslo z gozdovi, njive se širijo v smeri vinorodne Telške gore. Vinogradi so v zaselkih Nova gora, Vimert in Tevče. Danes spadajo Telče v okvir KS Tržišče. Do vasi se pride po asfaltnih cestah v smeri Škocjana, Tržišča in Sevnice.

## Zgodovina
V pisnih virih se Telče prvič omenjajo leta 1252. Omenjene so v listini, v kateri se Viljem iz Svibnega (pri Radečah) odpove pravicam posesti Telče v korist freisinške cerkve. V kasnejših obdobjih se Telče omenja, kar v nekaj listinah in sicer:
- 24. aprila 1259, ko Telče v listini omenja Viljem Svibenski, ki pravi da je njemu zastavljena posest pri Telčah v Marki odkupil freisinški škof Konrad
- v začetku 14. stoletja, ko je v urbarju freisinške škofije za posest na Dolenjskem zapisano, da je imela škofija na Telčah 9 kmetij
- Telške gorice je v 17. st. omenjal tudi Janez Vajkard Valvasor v svojem znamenitem delu Slava vojvodine Kranjske.
- omenja pa jih tudi Prežihov Voranc v njegovem znanem potopisu Od Mokronoga do Pijane gore.

Na prelomu iz 19. v 20. stoletje je v vasi živelo 109 ljudi, kraj pa je ob začetku 20. st. dobil nekaj ustanov. Januarja 1924 je bila na Telčah postavljena meteorološka postaja.
Leta 1953 so priključili elektriko, leta 1966 pa še vodovod. Šele v letu 1970 so uredili zajetje in namestili vodomere. 

## Pomembne zgradbe v vasi

### Gasilski dom
Gasilsko društvo na Telčah deluje že od leta 1955. Društvo ima zelo veliko članov. Člani aktivno sodelujejo na vseh gasilskih tekmovanjih in družabnih prireditvah v kraju. Včasih je bila v sedanjem gasilskem domu šola.

### Šola
Bila je v sedanjem gasilskem domu. Začetek šolskega leta je bil včasih sredi septembra, konec pa v drugi polovici julija. Prvo šolsko leto na Telčah so pričeli 30. septembra 1901. Tedaj so izvedeli tudi vpis otrok in 1. oktobra se je začel pouk na enorazrednici na Telčah. Pouk je bil zaradi različnih vzrokov pogosto prekinjen. Poleg prostih dni, ki so bili posledica zdravstvenih težav učiteljev, so bili učenci pouka prosti tudi ob pomembnejših cerkvenih in državnih praznikih. Glede na podatke o številu učencev je bil šolski okoliš dokaj velik. Število otrok je iz leta v leto sicer nekoliko nihalo. Učenci so obiskovali nižjo in višjo stopnjo ter ponavljalno šolo, ki je delovala od začetka šole. Ponavljalna šola je bila nadaljevalna šola, ki so jo morali obiskovati vsi učenci, ki so končali ljudsko šolo, vendar še niso dopolnili 14 let. V šolskem letu 1920/21 je na šoli še vedno poučevala le ena učiteljica, ki je morala poučevati v obeh razredih skoraj 140 učencev. Šolo so med drugo svetovno vojno požgali in tako ni bilo pouka. Zaradi kadrovskih sprememb in vse manjšega števila otrok, tudi na matični šoli, je bil na sestanku jeseni 1987 sprejet sklep o začasni ukinitvi OŠ Telče in prešolanju učencev v matično šolo Tržišče.

### Cerkev sv. Jakoba
Cerkev Sv. Jakoba je bila zgrajena v 17. st. Skozi stoletja je bila večkrat predelana. Leta 1763 je cerkev imela oltar, kelih in zvon. Oltar je bil leta 1891 prenovljen, na novo so postavili tudi pokopališče okoli cerkve. Leta 1952 so obnovili zunanjost cerkve in prekrili zvonik s pločevino. Prenovljen je bil tudi glavni oltar, ki ga sestavljajo kipi sv. Jakoba, sv. Antona Puščavnika in sv. Jožefa. Leta 2023 je bila cerkev na novo prekrita z novo strešno kritino.

### Kapelica
V vasi je kapelica Marije Brezmadežne . Stoji ob cesti Telče - Škocjan( na "Jivah"). Zgrajena je bila leta 1929 in blagoslovljena na Jakobovo žegnanjsko nedeljo, 28. julija 1929. Zgraditi jo je po svojem bratu dal ameriški Slovenec Louis Mergole (Alojz Mrgole). Leta 2004 je bil iz kapelice odtujen Marijin kip. Istega leta je bila nato obnovljena notranjost in zunanjost kapelice. Obnovljena je bila na pobudo družine Mrgole pod vodstvom Julijane Mrgole, v sklopu obnove je bil postavljen nov Marijin kip. Pri obnovi so s svojimi prispevki in delom sodelovali krajani Telč ter krajevna skupnost Tržišče. 

## Spomeniki in zanimivosti
Na Telčah sta dva spomenika:
- spomenik vsem, ki so bili med vojno izseljeni, in prikazuje mejo med Nemčijo in Italijo, ki je tam potekala med vojno.

- spomenik vsem, ki so padli med 2. svetovno vojno.

Na območju vasi so ohranjeni temelji nemške opazovalnice.

## KŠD Telče
V vasi poleg gasilskega društva deluje tudi kulturno-športno društvo Telče. To društvo organizira skoraj vse kulturne prireditve v vasi. V zadnjih letih organizira enkrat letno pohod po okoliških krajih, stezicah (na primer pohod do slapa Jasenk). V okviru KŠD-ja delujejo tudi Ljudske pevke s Telč, ki so se združile, da bi ohranile ljudsko pesem okolja. Skupino so ustanovile novembra 2002.